# Liga Central Mexicana de Beisbol
La Liga Central Mexicana de Béisbol fue un circuito de Béisbol de Ligas Menores que operó durante 19 temporadas, desde 1960 hasta 1978, con varios clubes de México.
Fue fundada en 1960. Fue clase D en 1960. Clase C en 1961 y 62. Clase A de 1963 a 1978.

## Historia
En 1979, el circuito fue absorbido por la Liga Mexicana de Béisbol ampliada. Esta expansión elevó a los equipos de la Liga Central Mexicana a Triple A, con la Liga Mexicana de Béisbol recientemente ampliada con un circuito de 20 equipos con cuatro divisiones.

## Jugadores notables
- Héctor Espino - Inició su carrera en 1960 con los Tuneros de San Luis Potosí
- Fernando Valenzuela - Inició su carrera en 1978 con los Tuzos de Guanajuato

## Ciudades representadas

### Aguascalientes
- Aguascalientes, Tigres de Aguascalientes (1960-1963; 1965; 1969-1974), Broncos de Aguascalientes (1966-1967).

### Coahuila
- Torreón, Algodoneros de Torreón (1968).
- San Pedro, Algodoneros de San Pedro (1974).
- Parras de la Fuente, Saraperos de Parras (1974)
- Saltillo, Sultanes de Saltillo (1964). Saraperos de Saltillo Coahuila(1967-1969)

### Durango
- Durango, Alacranes de Durango (1965-1967; 1973-1974). Algodoneros de Durango (1972)

### Guanajuato
- Celaya, Guanajuato. Cajeteros de Celaya (1960-1961; 1975)
- Guanajuato, Tuzos de Guanajuato (1960-1967; 1975-1976; 1978)
- León, Guanajuato Diablos Rojos de León (1960). Águilas de León (1961). Diablos Verdes de León (1962-1963; 1965-1966). Broncos de León (1964). Bravos de León (1967; 1971; 1975). Aguiluchos de León (1968-1970)
- Salamanca, Guanajuato. Petroleros de Salamanca (1960-1962; 1975). Tigres de Salamanca (1964-1965)
- Cortázar, Guanajuato (1975)
- Acámbaro, Guanajuato (1975-1976)
- Uriangato, Guanajuato. Uriangato (1975)
- Silao, Catarinos de Silao Guanajuato. (1978).

### Jalisco
- Lagos de Moreno, Jalisco Lagos de Moreno Caporales (1975-1977)
- Arandas, Jalisco. (1977)
- Guadalajara, Charros de Guadalajara (1977-1978)
- Teocaltiche, Jalisco. Teocaltiche (1977-1978)
- La Barca, Jalisco. La Barca (1978)

### Michoacán
- Morelia, Tigres de Morelia Michoacán. (1966)

### Nuevo León
- Monterrey, Indios de Monterrey (1970-1971). Sultanes de Monterrey Nuevo León. (1972)[1]

### San Luis Potosí
- San Luis Potosí, San Luis Potosí. Tuneros de San Luis Potosí (1960-1962, 1971). Indios de San Luis Potosí (1963). Rojos de San Luis Potosí (1963-1966). Charros de San Luis Potosí (1969-1970).
- Ébano, Rojos de Ébano (1971-1974). Ébano San Luis Potosí (1977).
- Ciudad Valles, San Luis Potosí. (1974, 1978)
- Tamuín, Cafeteritos San Luis Potosí. (1973)

### Tamaulipas
- Tampico, Tamaulipas. Piratas de Tampico (1967-1969). Algodoneros de Tampico (1970)
- Nuevo Laredo, Tamaulipas. Tecolotes de Nuevo Laredo (1968)
- Ciudad Madero, Tamaulipas. Bravos de Ciudad Madero (1968-1970)
- Ciudad Mante, Broncos (1969-1970) Cañeros (1971) Azucareros (1973-1974). Ciudad Mante Tamaulipas (1977).
- Ciudad Victoria, Henequeneros (1971; 1973-1974) Ciudad Victoria Tamaulipas (1976-1978).
- Ciudad Miguel Alemán, Tamaulipas (1978)
- Gustavo Díaz Ordaz, Tamaulipas . Díaz Ordaz (1978)
- Matamoros, Tamaulipas. Matamoros (1978)

### Veracruz
- Naranjos, Naranjos Veracruz  (1972-1973)
- Cerro Azul, Veracruz. (1978)

### Zacatecas
- Fresnillo, Rojos de Fresnillo (1962). Charros de Fresnillo (1964). Mineros de Fresnillo (1965-1968; 1976-1978)
- Zacatecas, Pericos de Zacatecas (1965-1967) Petroleros de Zacatecas (1968-1970). Tuzos de Zacatecas (1971-1973; 1976-78)[2]